# Trnava (żupania brodzko-posawska)
Trnava – wieś w Chorwacji, w żupanii brodzko-posawskiej, w gminie Gornji Bogićevci. W 2021 roku liczyła 150 mieszkańców.